# 夢色のメッセージ
『夢色のメッセージ』（ゆめいろのメッセージ）は、西村知美の1枚目のシングル。1986年3月20日発売。規格品番はEP：WTP-17832。

## 解説
西村の芸能界デビュー作となった映画『ドン松五郎の生活』の主題歌。
オリコンチャート週間最高2位を記録し、17.9万枚のセールスとなった。
初回生産盤にはシングルジャケットサイズステッカーが封入。

## 収録曲
全曲作詞：来生えつこ／作曲：来生たかお
1. 夢色のメッセージ
編曲：萩田光雄
映画『ドン松五郎の生活』主題歌
東芝ヘアドライヤー「レッツチャット」CFソング
2. 翼にのって
編曲：鷺巣詩郎